# 林若亞
林若亞（英語：Novia，1977年8月7日—），臺灣模特兒、女演員。實踐大學服裝設計學系畢業。擔任學校畢業展模特兒被挖掘出道。

## 作品

### 電視劇
| 年份   | 頻道       | 劇名                      | 飾演   |
| ------ | ---------- | ------------------------- | ------ |
| 2009年 | 客家電視台 | 《十里桂花香》            | 林貴美 |
| 2009年 | 中視       | 《閃亮的日子》            | 白秀蓮 |
| 2010年 | 民視       | 《新兵日記》              | 邱靖雯 |
| 2011年 | 華視       | 《艋舺燿輝》              | 詹益姍 |
| 2011年 | 臺視/三立  | 《醉後決定愛上你》        | QQ     |
| 2011年 | 中視       | 《閃昏》                  | 洪子蕙 |
| 2011年 | 臺視/三立  | 《勇士們》                | 徐眉   |
| 2012年 | 臺視       | 《陽光正藍》              | 芳華   |
| 2013年 | 客家電視台 | 《陂塘》                  | 杜明非 |
| 2013年 | 三立都會台 | 《幸福選擇題》            | 熙莉   |
| 2014年 | 大愛電視   | 《春暖向陽天》            | 徐潤蓮 |
| 2015年 | 湖南衛視   | 《美麗的秘密》            | 莎莎   |
| 2016年 | 八大綜合台 | 《我家是戰國》            | 白莉琪 |
| 2016年 | 公視       | 《今晚，你想點什麼？》    | 莉娜   |
| 2016年 | 大愛電視   | 《我和我母親》            | 林美麗 |
| 2017年 | 公視       | 《數到十 讓我變成沈曉旭》 | 沈曉旭 |
| 2018年 | 大愛電視   | 《曾經 我們一起12歲》     | 陳翠瓊 |

### 電影
| 年份   | 片名       | 飾演 |
| ------ | ---------- | ---- |
| 2010年 | 台北星期天 | 女警 |
| 2012年 | 命運狗不理 |      |
| 2013年 | 黑道上錯身 | 黑虎 |

### MV
- 2003年 五月天《而我知道》（收錄於《時光機》專輯）
- 2002年 陶喆《討厭紅樓夢》（收錄於《黑色柳丁》專輯）
- 2001年 張信哲《愛情餘味》（收錄於《我好想》專輯）

## 其他

### 釋字第745號解釋通過之起源
釋字第745號解釋通過的起因於林若亞於2006年申報所得稅時，認為自己2005年的「執行業務」收入30萬元新台幣全都花在治裝等支出上，並無獲利，因此以「執行業務所得」列舉和扣除相關必要費用，申報無須繳稅。
但國稅局依「所得稅法」認為她的收入是領取經紀公司薪水，屬薪資所得，不得列舉扣除，仍要求補稅五萬餘元。林若亞不服、申請復查被國稅局駁回，於是向桃園地院提出行政訴訟，承審法官錢建榮認為所得稅法相關條文有爭議，主動停止審判並聲請釋憲。
司法院大法官於2017年2月8日作出釋字第745號解釋，宣告「所得稅法」相關法條違憲，相關機關應從解釋公布之日起兩年內檢討修正。大法官宣告違憲的「所得稅法」係指第14條第1項第三類第一款及第二款、同法第17條第1項第二款第（三）目之2。違憲係指如果是為了營利所付出的「必要費用」超過12萬8千元時，相關規定並未准許民眾以列舉方式申報扣除之條文內容，與憲法第7條平等權保障之意旨不符，須於兩年內檢討修正所得稅法。